# مايك كومبتون
مايك كومبتون (بالإنجليزية: Mike Compton)‏ هو لاعب كرة قاعدة أمريكي، ولد في 15 أغسطس 1944 في ستامفورد في الولايات المتحدة.

## وصلات خارجية
- مايك كومبتون على موقع دوري كرة القاعدة الرئيسي (الإنجليزية)
- مايك كومبتون على موقعبيزبول رفرنس.كوم (الدوري الرئيسي) (الإنجليزية)
- مايك كومبتون على موقعبيزبول رفرنس.كوم (الدوري الثانوي) (الإنجليزية)
- مايك كومبتون على موقع إي إس بي إن.كوم (أم.أل.بي) (الإنجليزية)
- مايك كومبتون على موقع مشجعي الرسوم البيانية (الإنجليزية)